# Castello di Bardi
Il castello di Bardi, detto anche castello Landi, è un'imponente fortificazione che sorge su uno "scoglio" di diaspro rosso nell'omonimo paese in provincia di Parma.
Posto al centro della valle del Ceno, l'edificio sovrasta il punto in cui il torrente Noveglia confluisce proprio nel Ceno. Anche se oggi la posizione geografica del paesino sembra defilata e fuori dalle rotte commerciali e turistiche, nel medioevo, quando differenti erano i percorsi e le necessità di controllo del territorio, si trattava di un'importante tappa sul percorso di una delle tante varianti della via Francigena.

## Storia

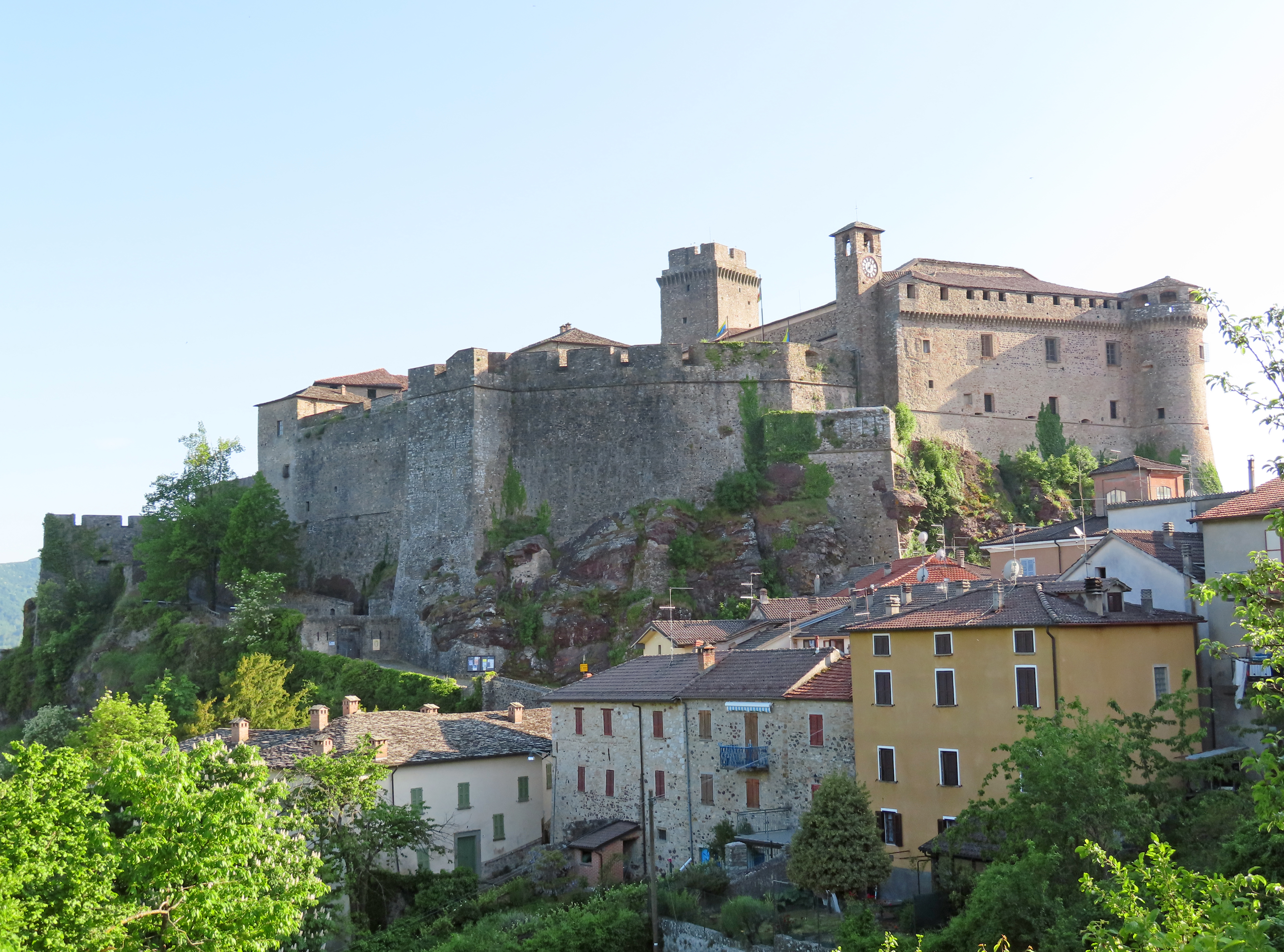
Lato est

Il nome "Bardi" deriva da Longobardi. L'esistenza di una fortezza che viene costruita agli inizi del IX secolo e completato agli inizi del X secolo risale al regno di Berengario del Friuli. Nell'898 l'edificio venne venduto al vescovo di Piacenza Everardo, che ne fece un sicuro rifugio in caso di aggressione da parte degli Ungari, che in quei tempi razziavano la Pianura Padana.
Fino al XII secolo il castello fu governato da una consorteria di nobili locali, conosciuti come conti di Bardi, finché, nel 1257, fu acquistato, con il vicino castello di Compiano, dal ghibellino Ubertino Landi di Piacenza, che ne fece la capitale dei domini della sua famiglia. Ai piedi delle sue possenti mura si svolsero molte battaglie contro i guelfi, sconfitti tra l'altro nel 1313. Nel corso del XV secolo i Landi modificarono la rocca, adeguandola alle nuove esigenze difensive e conferendole l'aspetto attuale.
Nel 1551 Carlo V d'Asburgo conferì ai Landi il rango di marchese e concesse loro il privilegio di battere moneta. Sul finire del XVI secolo, per volere di Federico Landi, il castello diventò una residenza principesca dotata di pinacoteca, archivio di famiglia, biblioteca ed esposizione di armi. Nel 1682, con l'estinzione dei Landi, cominciò la decadenza del castello. Dopo un negoziato snervante condotto presso la corte imperiale dall'ambasciatore conte Fabio Perletti, il feudo passò, assieme a quello di Compiano, ai loro storici rivali, i Farnese, e successivamente ai Borbone Parma. La struttura, nel corso del XIX secolo, continuò a decadere e fu adibita a prigione militare, sede della pretura e del comune. Il recupero cominciò dopo gli anni sessanta.

## Struttura

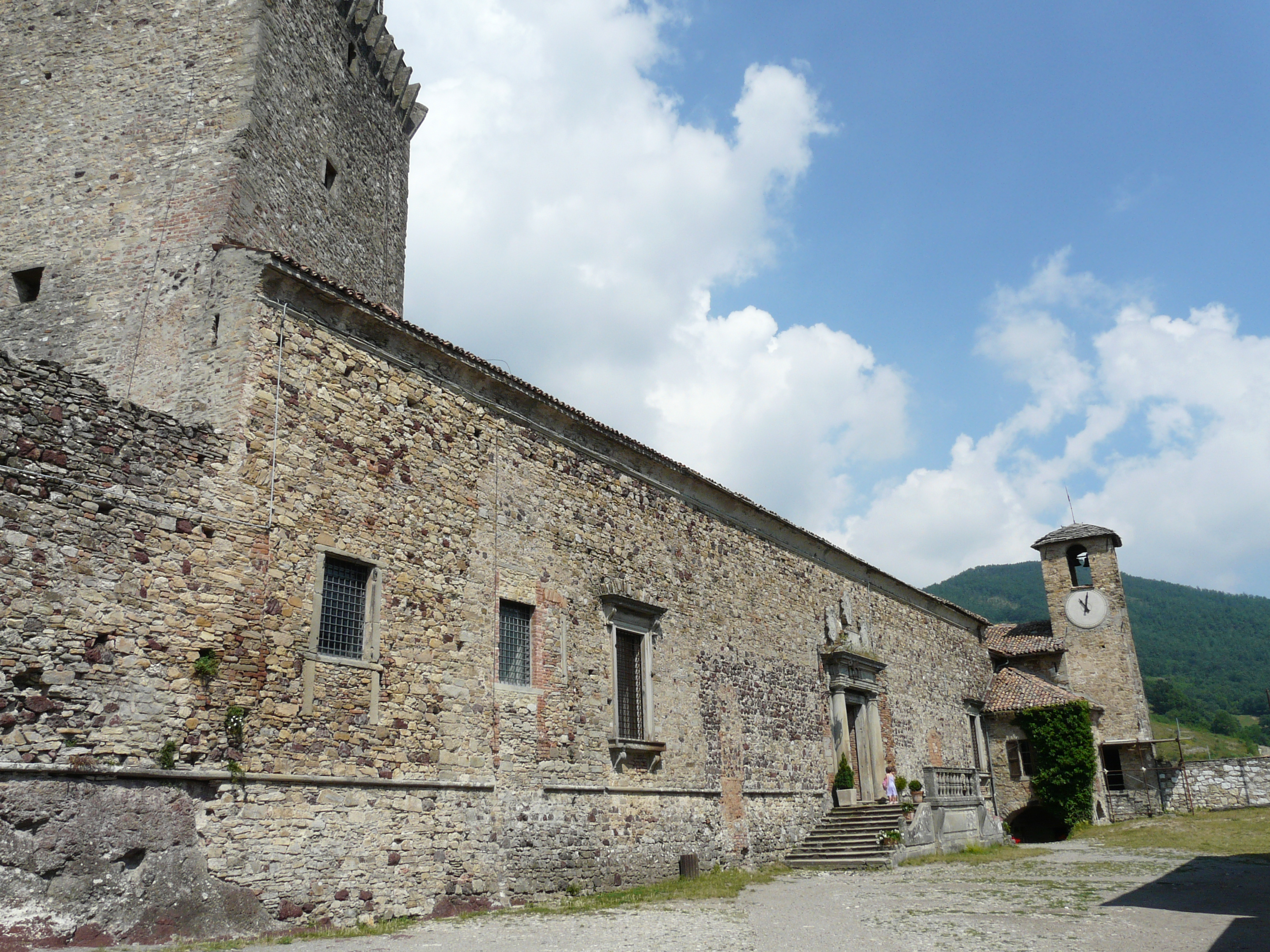
Piazza d'Arme

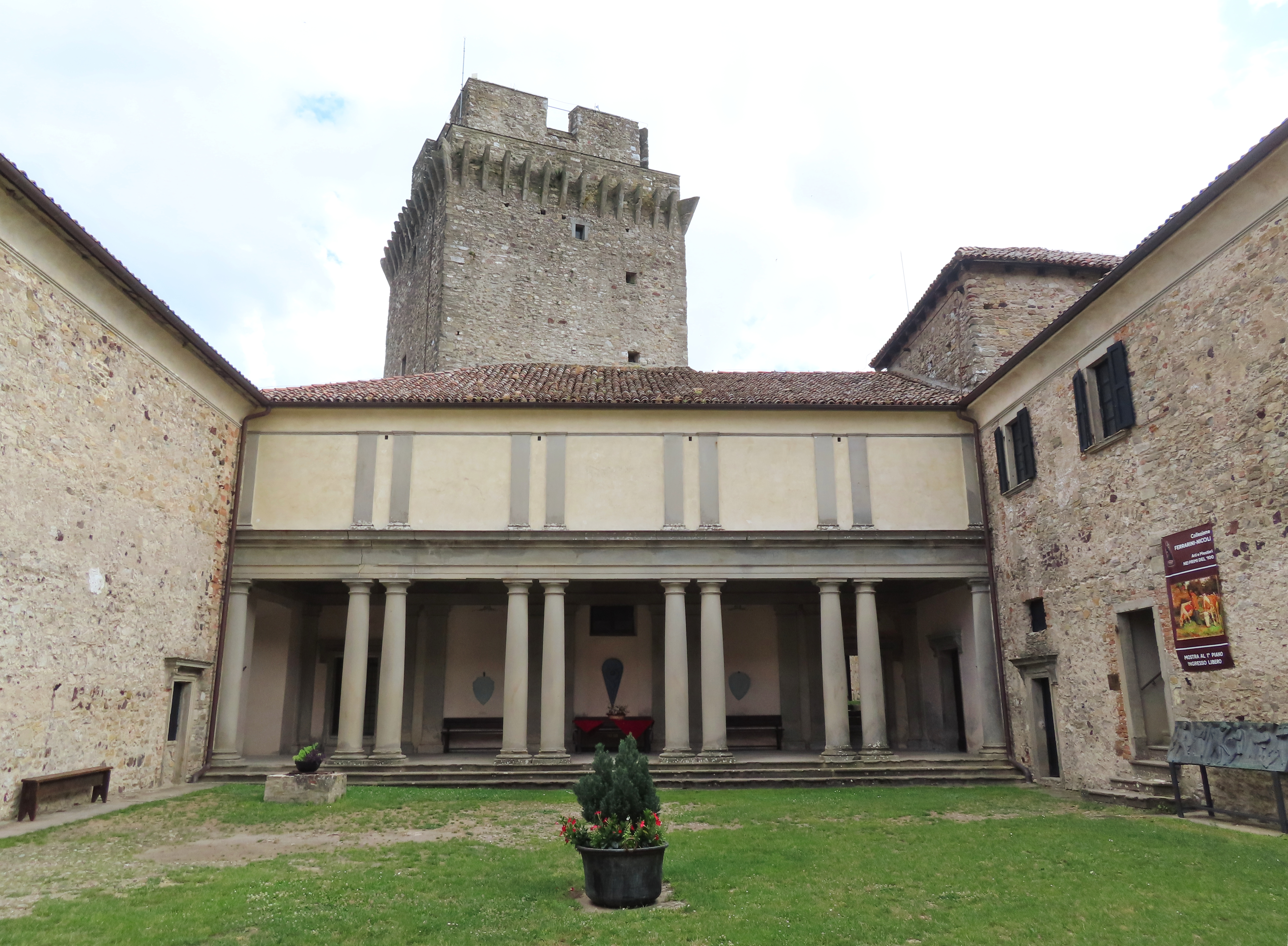
Cortile d'Onore

La rocca è un complesso fortemente articolato, interamente edificato in pietra, cresciuto nel tempo intorno alla mole del mastio. È completamente circondato dalle mura scarpate, dotate di cammino di ronda interamente percorribile, la cui forma irregolare segue la conformazione dello sperone roccioso.
L'interno comprende vari edifici, posti su diversi livelli: la residenza, gli alloggi delle milizie, la cappella, la sala della tortura; tutti collegati tra di loro e con la corte interna e la piazza d'armi da tortuose e strette scale che, come espediente difensivo, girano tutte verso destra. Una sola torre rotonda sporge da uno spigolo del palazzo.

## Musei del castello

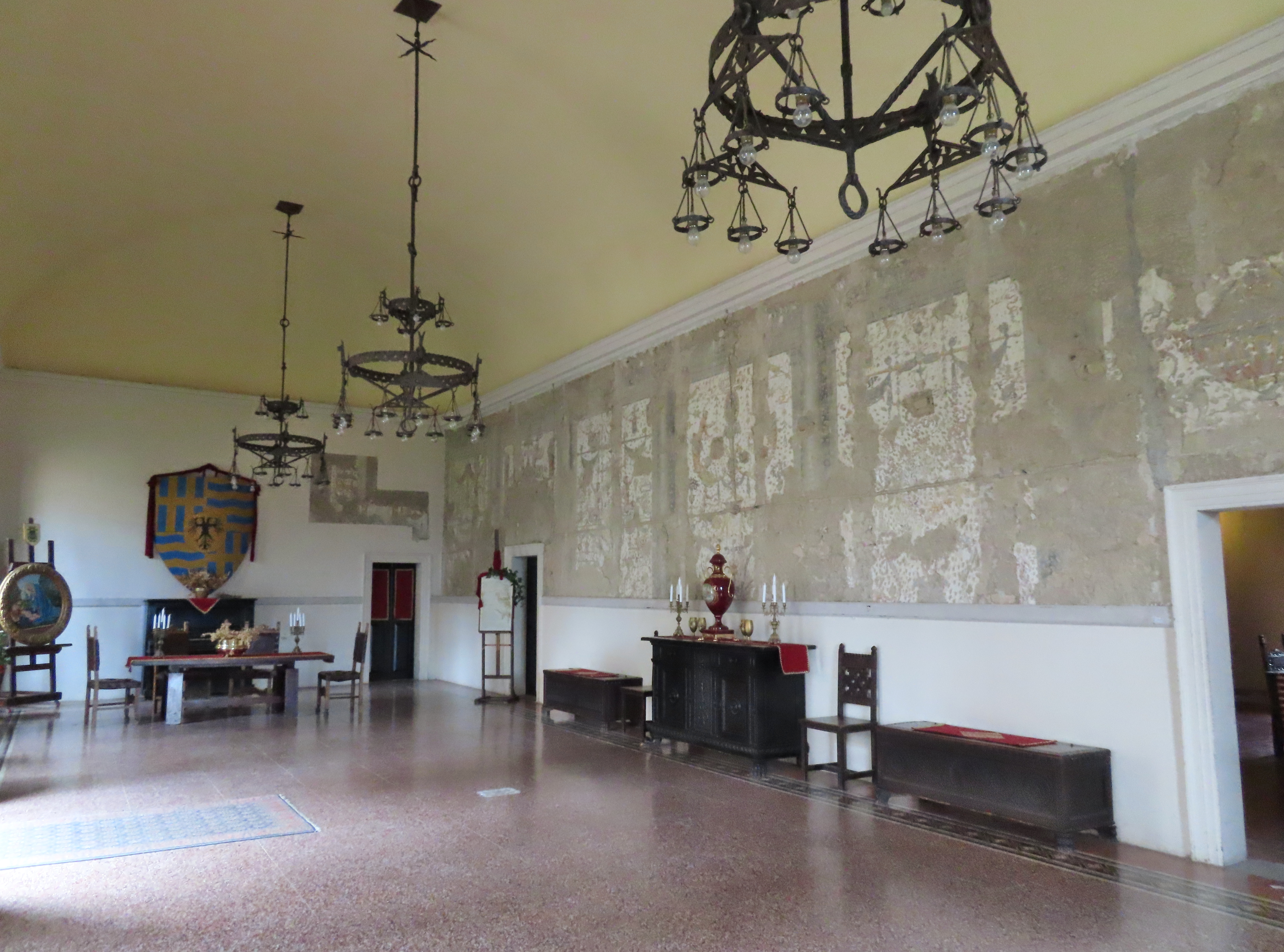
Salone d'onore

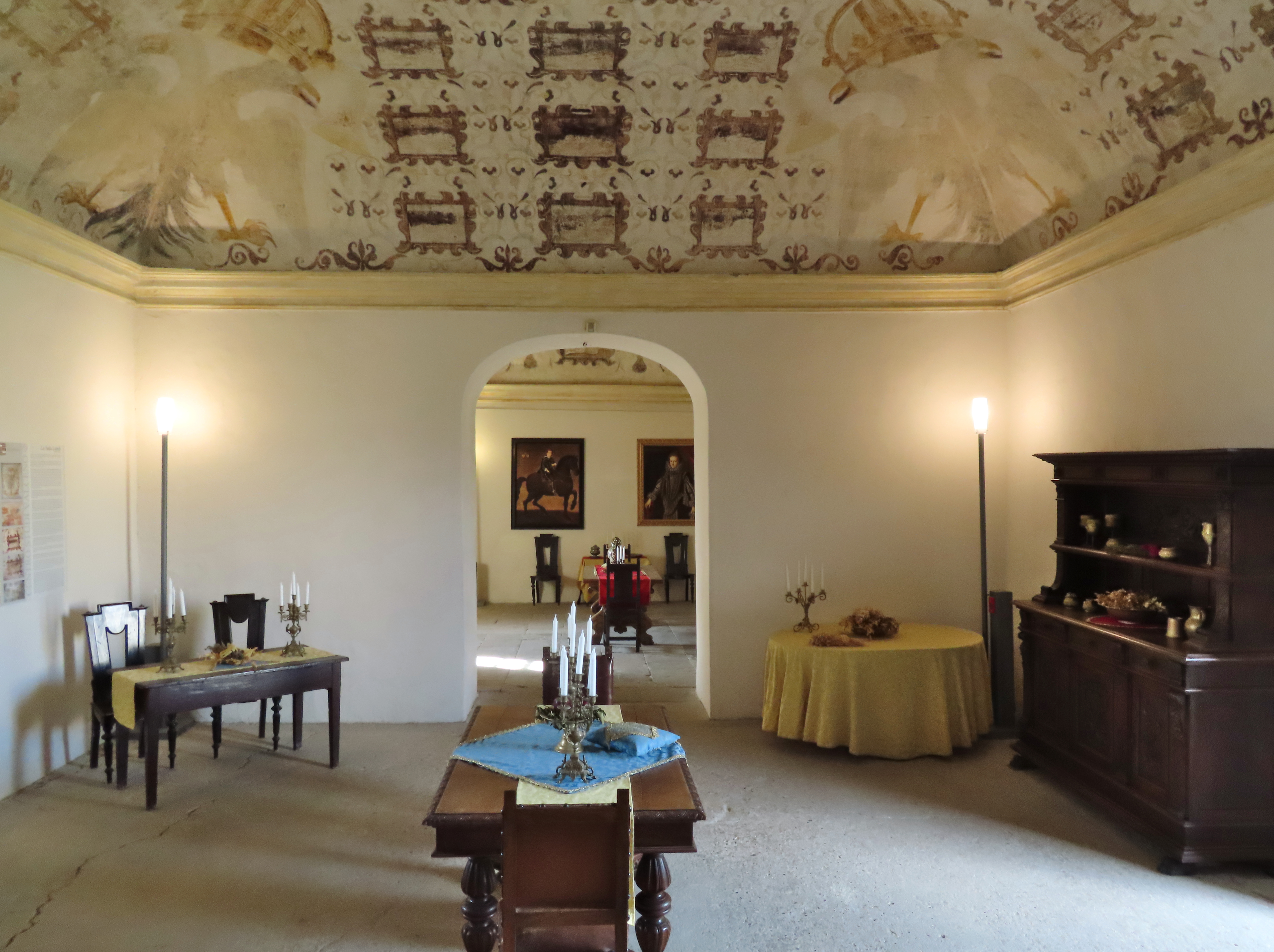
Sala Landi

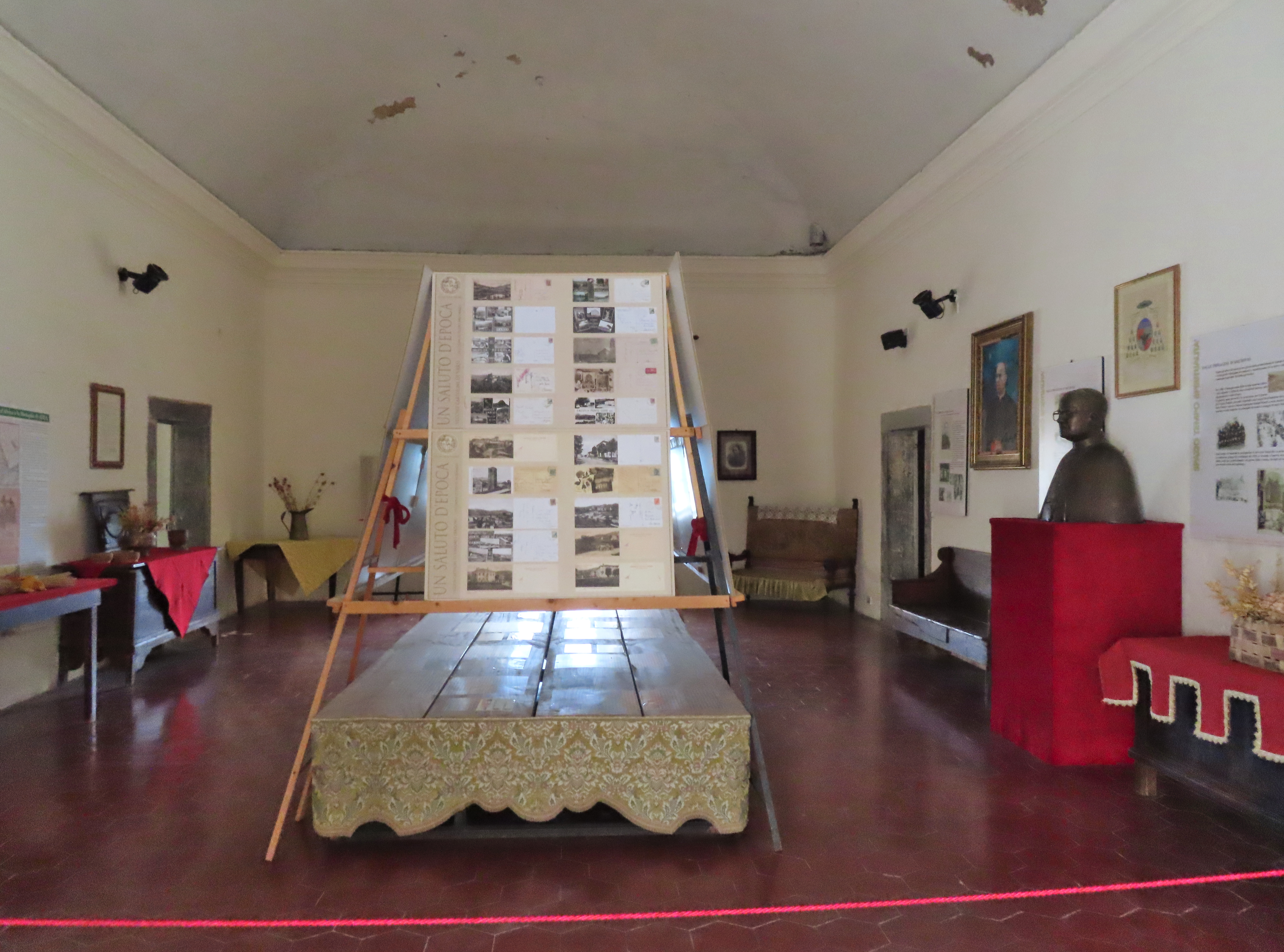
Museo della Civiltà Valligiana

All'interno della fortezza, oltre alla struttura fortificata, sono visitabili:
- Museo della Civiltà Valligiana;
- 5 Sale Alpine dedicate al capitano Pietro Cella, 1ª medaglia d'oro del Corpo Alpino;
- Il Museo della fauna e del bracconaggio;
- Il Museo archeologico della Valle del Ceno.

Il castello di Bardi diventerà anche la sede di rappresentanza del "Centro di Coordinamento Maschere Italiane" di Parma.

## Lo spirito di Moroello

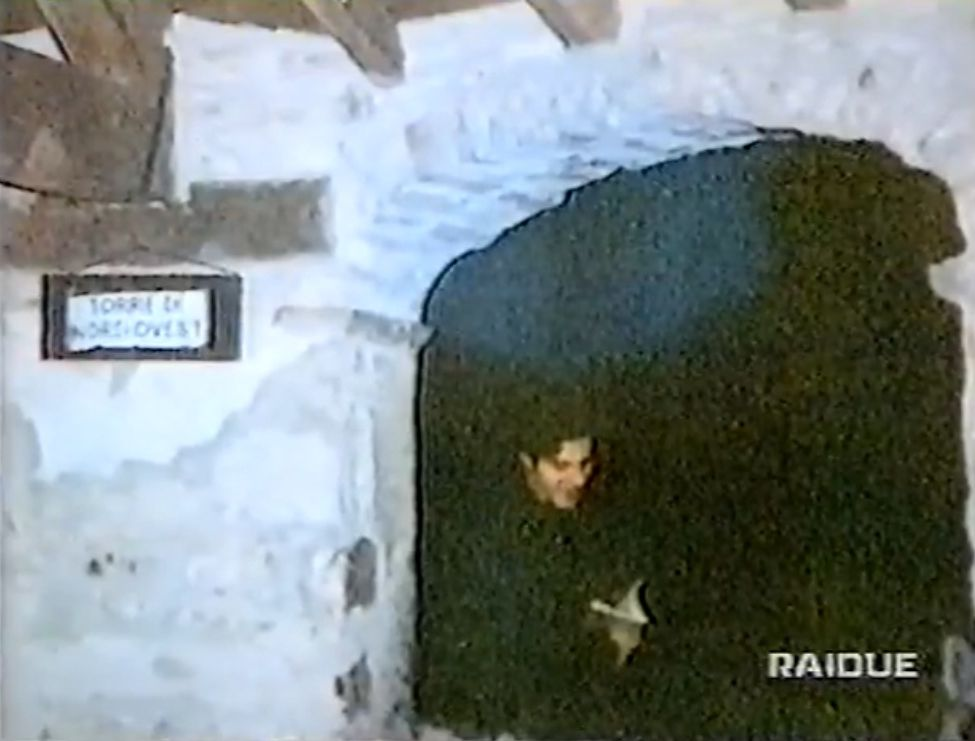
Quella che viene propagandata come la prima foto del fantasma del castello (la forma chiara sopra la testa del giornalista Daniele Kalousi)

Legata al castello, esiste anche una tradizione relativa ad un fantasma che lo abiterebbe.  
Alcuni sostengono di essere stati in grado di fotografare lo spirito che abiterebbe nel castello di Bardi. La vicenda iniziò nel 1995, con una serie di segnalazioni alla redazione della Gazzetta di Parma, per la rubrica "Lettere e contrasti"; due giornalisti, Gianni Santi e Daniele Kalousi, se ne interessarono, pernottarono all'interno della fortezza e affermarono di avere fotografato una forma instabile e lattiginosa che si sarebbe materializzata alle spalle di uno dei due. La storia destò un certo clamore e venne narrata anche da emittenti televisive italiane, fin quando un appassionato di esoterismo, Daniele Gullà, fotografò a sua volta, con un sistema di fotografia termica, quella che affermava essere la sagoma di un cavaliere inginocchiato. Scoppiarono polemiche  sull'attendibilità delle foto, con le accuse di avere creato un caso mediatico a scopo di lucro e con le controaccuse di pregiudizio e chiusura mentale da parte di chi credeva nell'esistenza dello spettro.
Dopo una breve stagione di notorietà mediatica, comunque, la storia del fantasma di Bardi si affievolì e, nonostante indagini e pretesi studi, non giunse mai a conclusioni definitive, lasciando ciascuno dei protagonisti ben saldo nelle proprie convinzioni.
Secondo i sostenitori dell'esistenza del fantasma, si tratterebbe dell'anima di un tale Moroello, un cavaliere che si tolse la vita al ritorno dalla guerra, una volta appresa la notizia del suicidio della sua dolce Soleste. Credendolo morto, la giovane si sarebbe gettata dal mastio dopo aver visto avvicinarsi al castello truppe con le insegne nemiche; l'infelice non sapeva, però, che quelle divise erano state indossate da Moroello e dai suoi uomini in spregio al nemico battuto.